# Estación de Jona
La estación de Jona es un apeadero de la comuna suiza de Rapperswil-Jona, en el Cantón de San Galo.

## Situación
Este apeadero da servicio al núcleo urbano de Jona, perteneciente a la comuna de Rapperswil-Jona, siendo la estación ferroviaria de referencia en la comuna la ubicada en Rapperswil, ya que ofrece más variedad de servicios y frecuencias. El apeadero consta de doble vía y dos andenes, teniendo uno de ellos una marquesina para poder resguardarse.
En términos ferroviarios, la estación se sitúa en la línea Wallisellen - Uster - Wetzikon - Rapperswil, más conocida como Glatthalbahn. Sus dependencias ferroviarias colaterales son la estación de Rüti hacia Wallisellen y la estación de Rapperswil, extremo de la línea.

## Servicios ferroviarios
Por el apeadero paran varias líneas de cercanías pertenecientes a la red S-Bahn Zúrich:
- S 5 Zug – Affoltern am Albis – Zúrich HB – Uster – Pfäffikon SZ
- S 15 Rapperswil – Uster – Zúrich HB – Oberglatt – Niederweningen
- S N5 Bülach – Zúrich HB – Uster - Rapperswil – Pfäffikon SZ

Estas líneas permiten una comunicación frecuente a lugares como Zúrich, Rapperswil, Pfäffikon o Schaffhausen. Además, los viernes y sábados por la noche se suma la línea S N5  para ofrecer conexión nocturna con las comunas más cercanas.